# 滷味

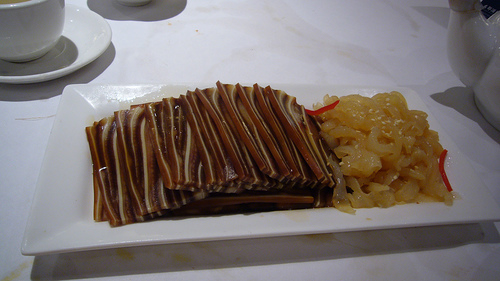
一碟滷豬耳

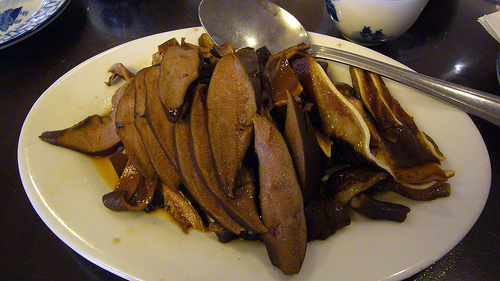
一碟潮州滷味

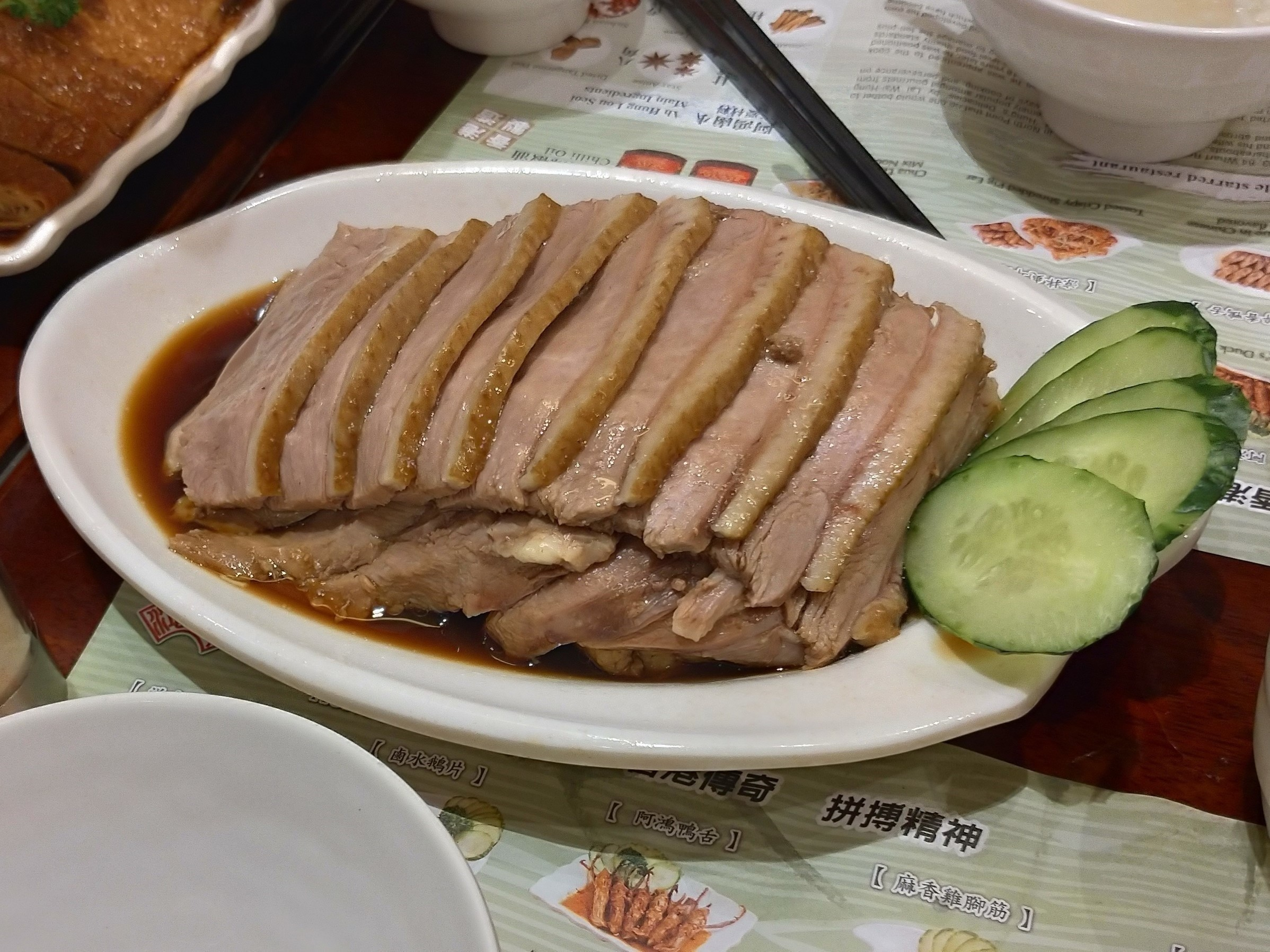
香港一家餐館的一碟滷水鵝片

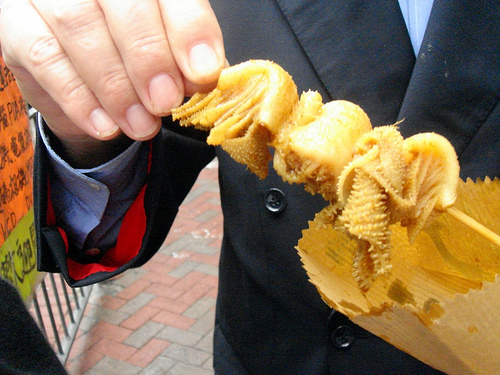
香港街頭滷味檔的牛百頁

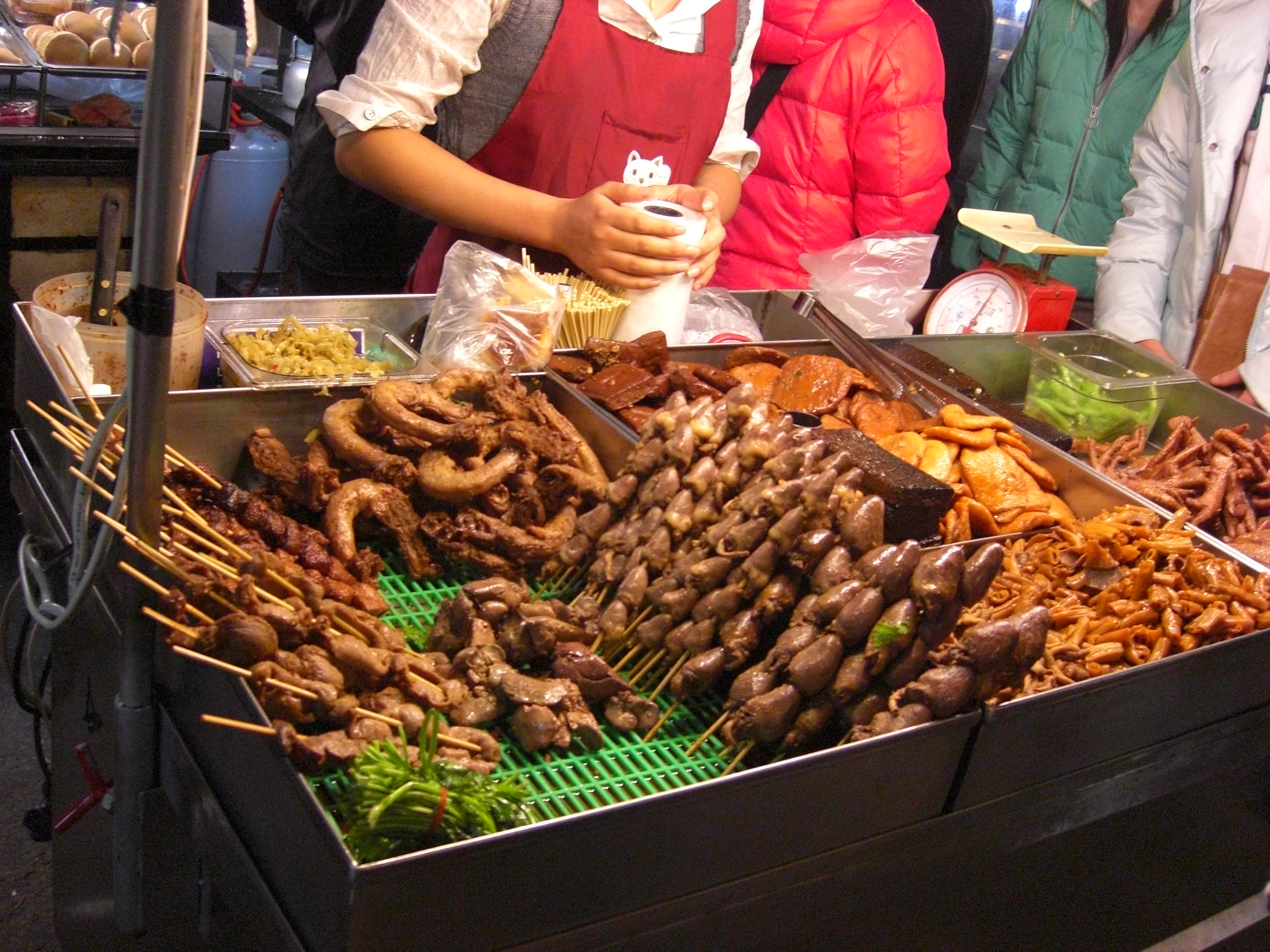
臺灣路邊攤以雞下水為主的滷味

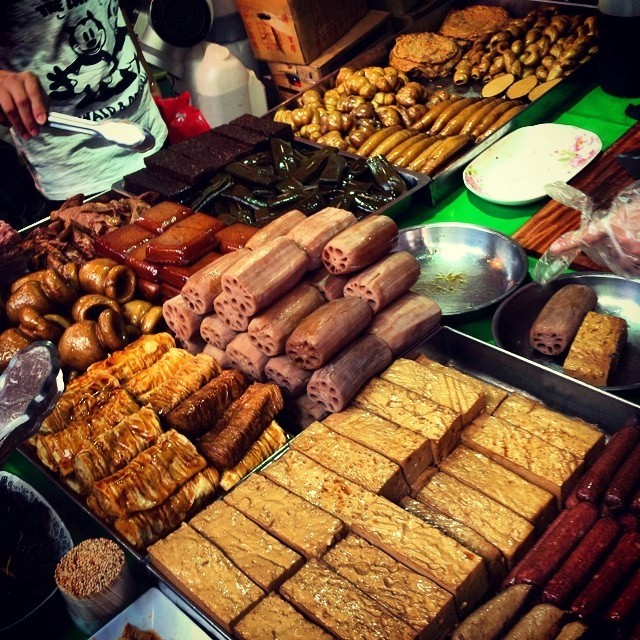
臺灣一家路邊滷味攤

滷味，又稱滷菜
，廣義上是經滷製（文火煮熟）而成。

## 歷史
秦朝時李冰父子到四川興建都江堰，並提煉出井鹽，再搭配當地產的花椒，就成為滷味開端；唐朝時文人到四川聚會喝酒時常會配滷味，宋朝亦有路邊攤賣滷味的文獻。

## 熟食三大類
- 川滷：又名紅滷，歷史最悠久。
- 潮滷：使用食鹽、滷水等保存與調味，較著名的有滷豬頭肉、滷鵝、滷水鵝。
- 浙滷：浙江衢州三頭一掌:香辣鴨頭、香辣兔頭、香辣鴨掌、鴨爪[1]。

## 滷水
滷味是將食材放入鹵水烹調而成，由於鹵水的調配對食品的風味有一定影響，所以鹵水的配方成為店家的商業秘密。調配鹵水的主要材料包括醬油、蔥、薑、米酒及冰糖（主要讓食材色澤更好看及不過甜），還有八角、草果、甘草及花椒等香辛料。由於坊間認為烹調滷味時，肉類的肉汁會融入滷水之中，這些肉汁精華能夠令到滷水越滷越好味，香港便有滷味店自稱使用家傳鎮店之寶的「千年滷水汁」製作滷味食品，但香港和臺灣都有醫學研究指出滷水汁經反覆加熱會增加亞硝酸鹽的沉積量，而亞硝酸鹽在高溫下與肉類的蛋白質接觸，便會轉化為高強度致癌物質亞硝胺，所以經常食用會增加消化系統的患癌風險，特別是大腸癌，醫生和營養師都建議不宜經常進食滷味食品。

## 滷味包
滷味包是一種用於製作滷味的調味包，主要有數種辛香料（例如；桂皮、八角、肉桂、草果、丁香、陳皮、甘草、花椒、荳蔻、小茴香），通常被包在小的綿布袋中，避免烹煮時辛香料的碎渣沾到食材。

## 滷味冷盤
以前菜市場常見就是滷完放冷販賣，等要食用時再切備，淋上熱滷汁食用，在北部的大溪滷味即是加入酸菜調味料，冷盤又可稱為涼滷。另外，因為滷味通常不會趁熱即食，而是放涼後才食用，如果加熱後存放不當會有衛生問題及造成食物中毒。

## 即熱滷味
將食材（例如；豬肉、蛋、豆干）放入鍋內用滷汁滷完撈起放涼供客人選取，客人選取後再回鍋用滷汁加熱然後食用。加熱食材範圍相當廣泛，鴨血、黑輪、高麗菜、冬粉、豬血糕、雞皮、花椰菜、四季豆、香菇、貢丸、花枝丸、丸子、秀珍菇、青椒、玉米筍、凍豆腐、鐵蛋、豆乾、雞胗、雞翅、雞心、雞屁股、雞脖子、鴨舌、鴨頭、豆皮、甜不辣、百頁豆腐都可以做成滷味。最近更有高雄岡山的滷味工廠，開始滷起了海鮮如烏魚、柳葉魚、干貝，魚的肉在製作滷味上的難度較高，因為很容易整個散掉。
由於滷味份量可以自行斟酌，成為許多人宵夜的選擇。

## 真空包裝滷味
是用真空包裝高溫高壓殺菌的技術處理的預製食品，讓滷味可以在常溫下保存一段時間，拆開包裝即可食用。

## 各地特色

### 臺灣
在臺灣大部分的鄉鎮都看得到滷味攤販與店家，夜市也大都有擺設滷味攤，可說是相當常見的食物，亦有滷味店遠至紐約都有開業。臺灣滷味主要為豆乾、百頁豆腐、米血糕、海帶等食材，也有金針菇等，此外分為湯的和乾的，亦有戰後移民帶來的眷村味滷味滷牛腱牛肚等，而麵攤也會有切的滷味作為配菜。

### 香港
香港的滷味主要由出售潮汕風味食品的滷味店供應，而出售的食品以滷汁製作的鴨、鵝（包括其內臟）及豆腐為主，亦有大牌檔供應滷味，另有一些在街頭營業的滷味小食店售賣滷味小吃。

## 外部連結
- 滷味製作教學影片 （页面存档备份，存于）